# Louis-Michel van Loo
Louis-Michel van Loo (n. 2 martie 1707, Toulon, Franța – d. 20 martie 1771, Paris, Regatul Franței) a fost un pictor francez.

## Biografie
A studiat sub îndrumarea tatălui său, pictorul Jean-Baptiste van Loo⁠(d), la Torino și Roma, și a câștigat un premiu la Académie Royale de Peinture et de Sculpture din Paris în 1725. Împreună cu unchiul său, pictorul Charles-André van Loo⁠(d), a plecat la Roma în 1727-1732 – iar în 1736 a devenit pictor de curte al lui Filip al V-lea al Spaniei la Madrid, unde a fost membru fondator al Academiei Regale de Arte Frumoase. din San Fernando în 1752.
S-a întors la Paris în 1753 și a pictat multe portrete ale lui Ludovic al XV-lea al Franței. În 1765 i-a succedat lui Charles-André ca director al școlii speciale a academiei franceze, cunoscută sub numele de École Royale des Élèves Protégés. În 1766 a realizat portretul omului de stat portughez Sebastião de Melo, marchizul de Pombal.
Printre frații săi s-au numărat pictorii François van Loo (1708 – 1732) și Charles-Amédée-Philippe van Loo⁠(d) (1719 – 1795).

## Lucrări selectate

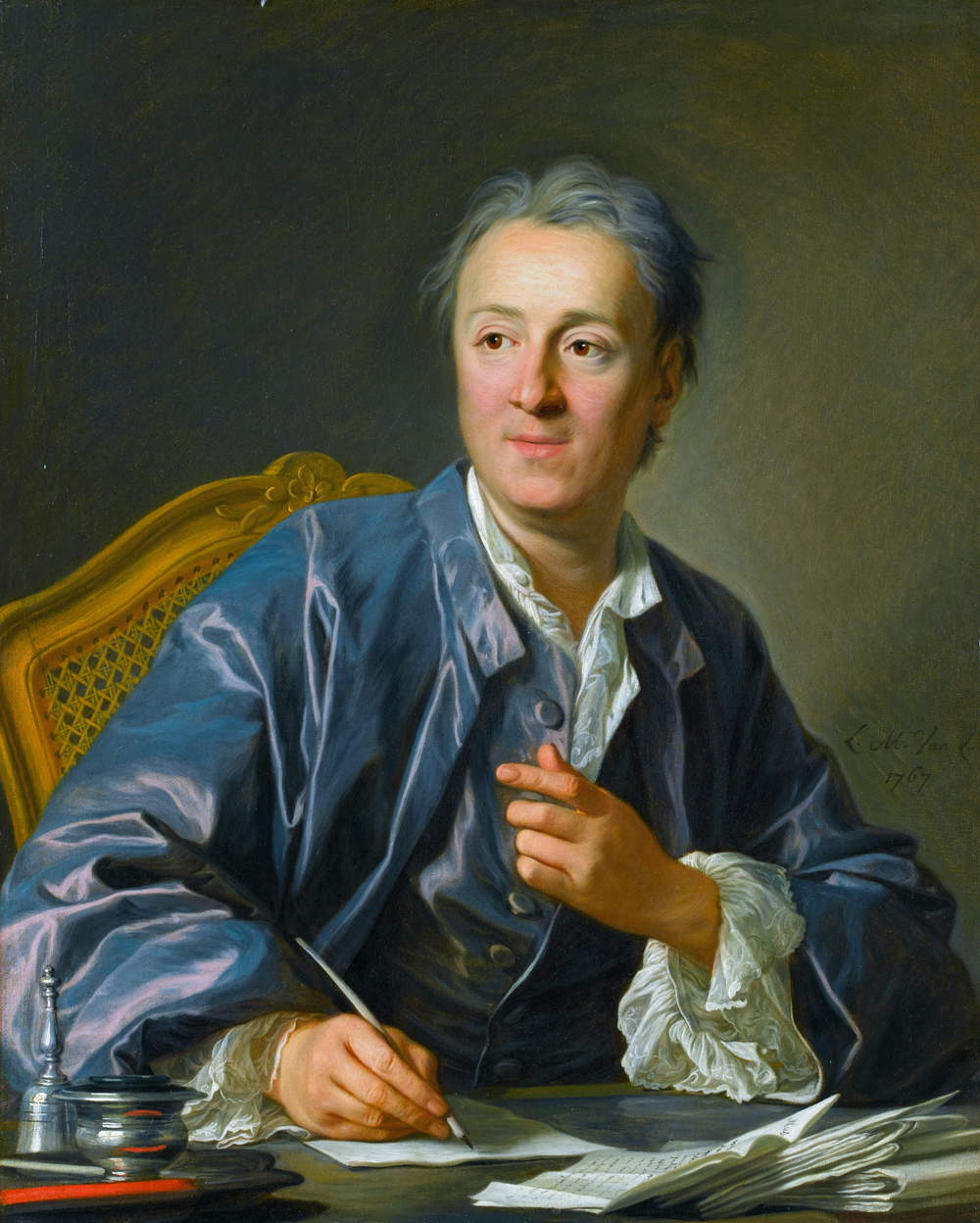
Portretul lui Denis Diderot, pictat în 1767
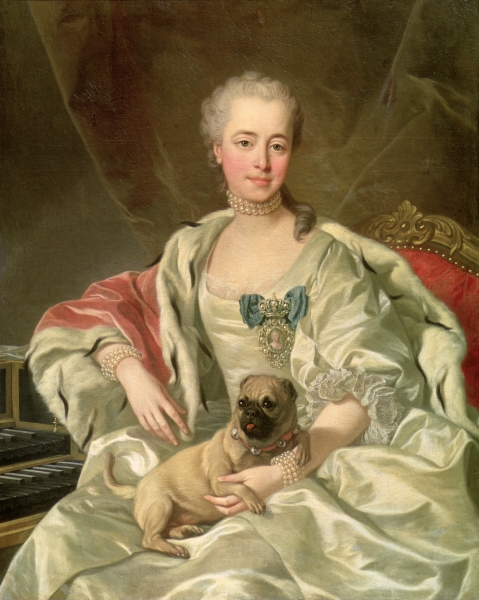
Prințesa Ecaterina Dmitrievna Golițina
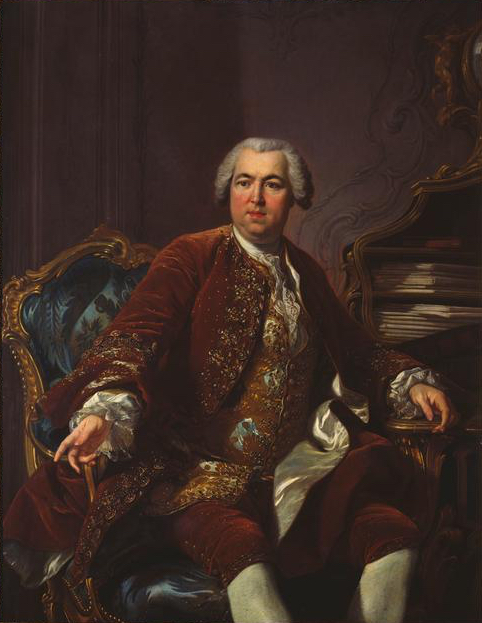
Nicolas Beaujon⁠(d)
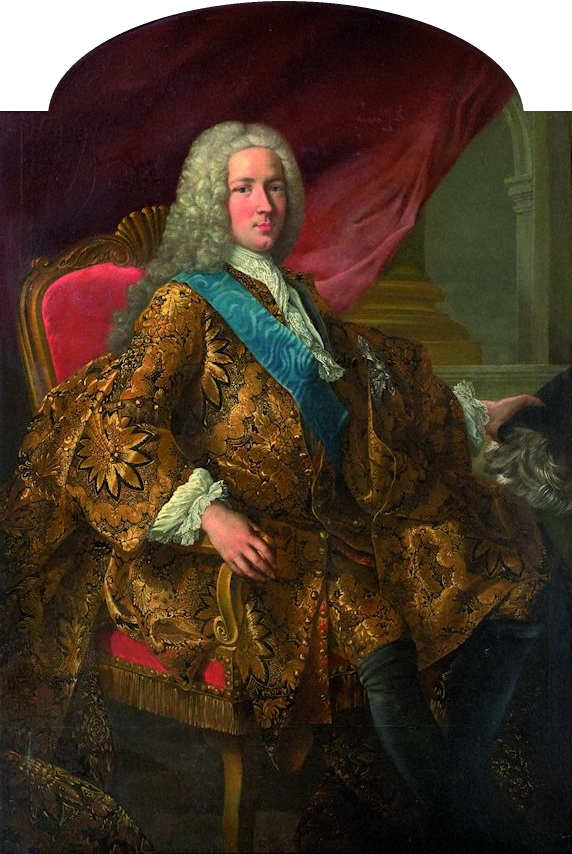
Contele de Maurepas purtând eșarfa Ordinului Sfântului Duh, pictat în perioada 1732-1735
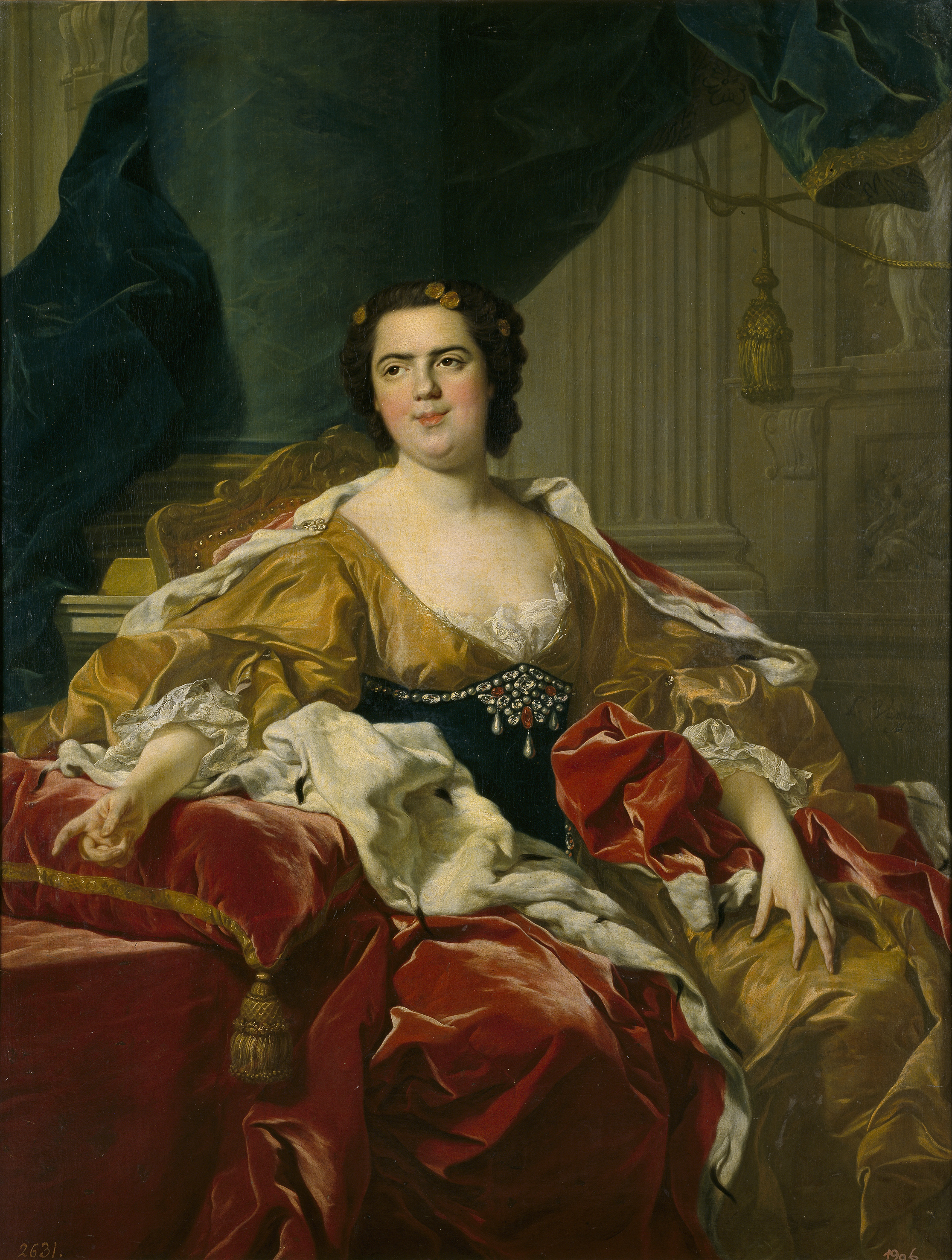
Prințesa Louise-Élisabeth a Franței,  soția delfinului Filip
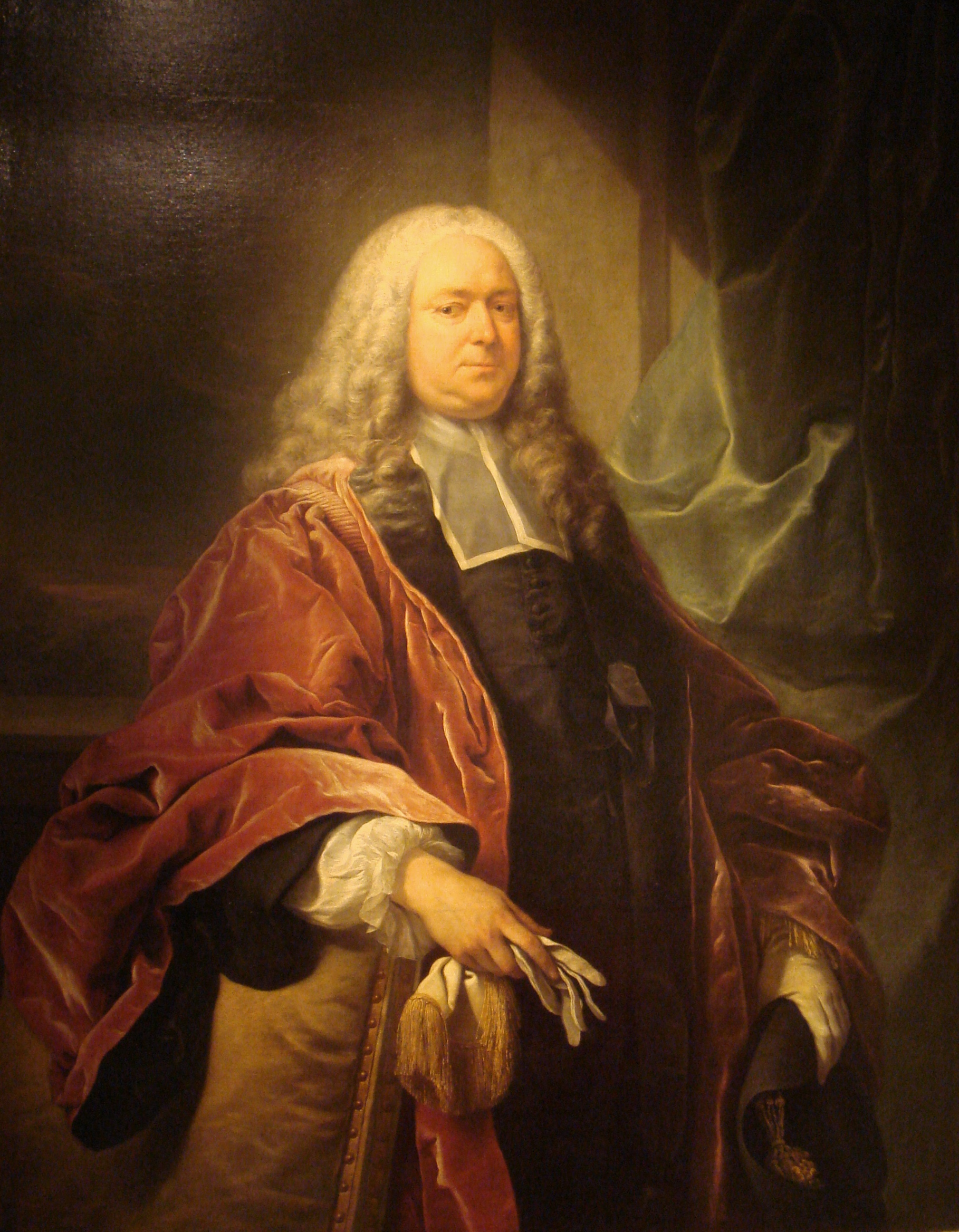
Michel-Etienne Turgot⁠(d)
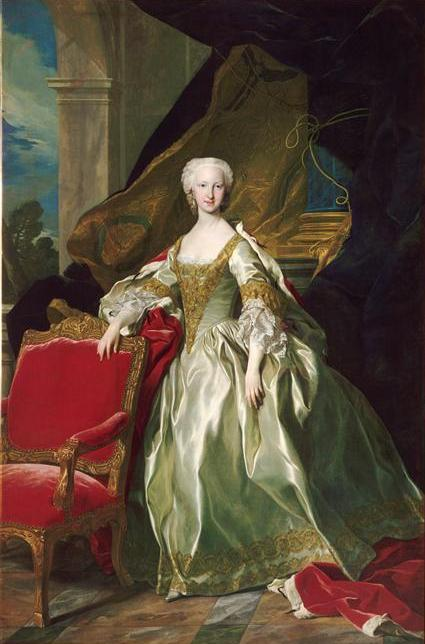
Infanta Maria Teresa Rafaela a Spaniei, viitoarea delfină a Franței
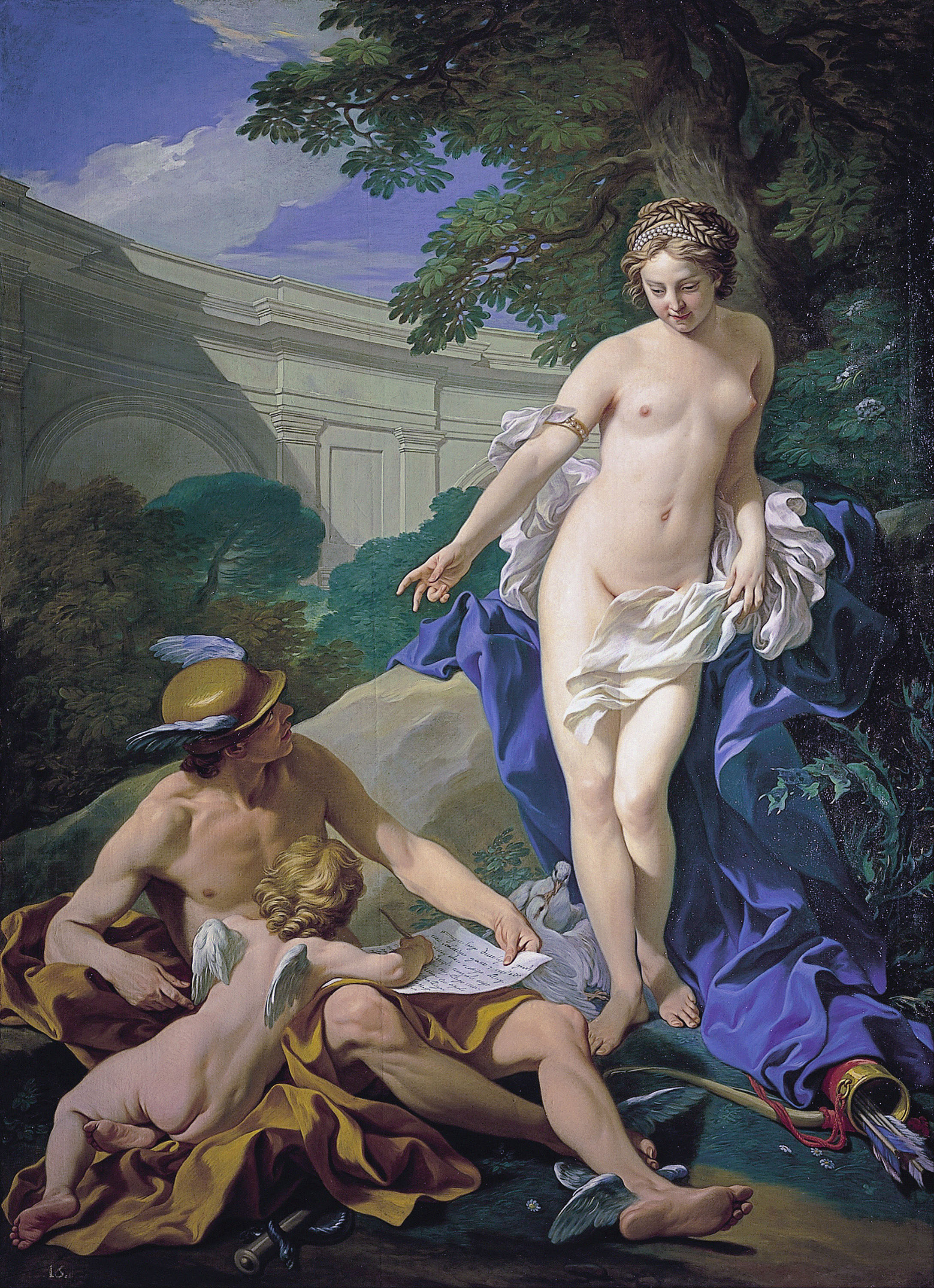
Venus, Mercur și Amor, 1748.